# Stanley Mazor
Stanley Mazor (Chicago, 22 de outubro de 1941) é um engenheiro estadunidense.
Foi co-inventor do primeiro microprocessador, o Intel 4004, juntamente com Marcian Hoff, Masatoshi Shima e Federico Faggin.

## Biografia
Quando Mazor era ainda jovem sua família mudou-se para a California, onde frequentou a Oakland High School, completando o ensino médio em 1959. Em seguida entrou na Universidade Estadual de São Francisco (SFSU), com graduação em matemática, tendo como passatempo o projeto e construção de helicópteros. Conheceu sua futura mulher na SFSU. Nesta mesma época interessou-se por computadores e aprendeu a programar o computador da SFSU, um IBM 1620, sendo depois professor assistente, ensinando outros estudantes a programação daquele computador.

## Carreira
Em 1964 tornou-se programador na Fairchild Semiconductor, seguindo-se um cargo como projetista de computadores no Departamento de Pesquisas Digitais, onde co-patenteou a linguagem de programação de alto nível “Symbol”.
Em 1969 foi para a firma fundada um ano antes Intel Corporation, sendo logo em seguida indicado para trabalhar com Marcian Hoff em um projeto para ajudar a definir a arquitetura de um microprocessador baseado em um conceito desenvolvido anteriormente por Hoff. A empresa japonesa fabricante de calculadoras Busicom solicitou a Intel para completar o projeto bem como produzir um novo conjunto de chips. Creditado juntamente com Faggin, Hoff, e Masatoshi Shima da Busicom como co-inventores, Mazor auxiliou na definição da arquitetura e conjunto de instruções para o então revolucionário novo chip, o Intel 4004.
Embora tenha havido relutância inicial por parte do marketing da Intel para assumir o suporte e venda destes produtos para o destinatário final, Hoff e Mazor associaram-se a Faggin, projetista do 4004 e lider do projeto, e participaram de uma campanha ativa de seu anúncio às indústrias, auxiliando na definição da estratégia de suporte que a companhia podia assumir. A Intel finalmente anunciou o 4004 em 1971.
Após trabalhar como projetista de computadores durante seis anos, Mazor foi morar em Bruxelas, onde continuou a trabalhar para a Intel, fornecendo suporte de engenharia para usuários de produtos da companhia. Retornou à California no ano seguinte, começando a lecionar inicialmente no grupo de treinamento técnico da Intel, e depois na Universidade Stanford e na Universidade de Santa Clara.

## Publicações
Em 1993, trabalhando então na Synopsys, publicou o livro "A Guide to VHDL", tendo publicado também ca. de 50 artigos.

## Reconhecimento
Juntamente com os co-inventores Hoff, Faggin e Shima, recebeu diversos prêmios e condecorações, incluindo o Prêmio Kyoto 1997, sendo incluído em 1996 no National Inventors Hall of Fame. Em 2009 os quatro foram incluídos no Museu da História do Computador. Em 2009 Mazor, Hoff e Faggin receberam a Medalha Nacional de Tecnologia e Inovação.